# کارل براون (فیلم‌بردار)
کارل براون (انگلیسی: Karl Brown؛ ۲۶ دسامبر ۱۸۹۶ – ۲۵ مارس ۱۹۹۰) یک فیلم‌نامه‌نویس و فیلم‌بردار اهل ایالات متحده آمریکا بود.

## گزیدهٔ فیلم‌شناسی
- زندگی بزمی (۱۹۲۰)
- فروشنده دوره‌گرد (۱۹۲۱)
- عضو معمولی باشگاه (۱۹۲۱)
- گسولین گاس (۱۹۲۱)
- مشتاق ازدواج (۱۹۲۱)
- میلیون‌ها دلار بروستر (۱۹۲۱)
- دیکتاتور (۱۹۲۲)
- هالیوود (۱۹۲۳)
- واگن سرپوشیده (۱۹۲۳)
- سال کبیسه (۱۹۲۴)
- به خانه خوش آمدی (۱۹۲۵)
- مانکن (۱۹۲۶)